# Црни Пантер (филм)
Црни Пантер (енгл. Black Panther) је амерички научнофантастични суперхеројски филм из 2018. године, редитеља Рајана Куглера по сопственом сценарију уз помоћ Џоа Роберта Кола на основу стрипа Црни Пантер аутора Стена Лија и Џека Кирбија, док је продуцент филма Кевин Фајги. Ово је осамнаести наставак у серији филмова из Марвеловог филмског универзума. Музику је компоновао Лудвиг Герансон.
Насловну улогу тумачи Чедвик Боузман као краљ Т'чала / Црни Пантер, а у осталим улогама су Мајкл Б. Џордан, Лупита Нјонго, Данај Гурира, Мартин Фриман, Данијел Калуја, Летиша Рајт, Винстон Дјук, Анџела Басет, Форест Витакер и Енди Серкис. Радња филма прати Т'чалу који је крунисан за краља Ваканде након смрти свог оца, али њега изазива Килмонгер, који планира да напусти изолациону политику земље и започне глобалну револуцију.
Весли Снајпс је изразио жељу да ради на филму о Црном Пантеру 1992. године, али тај пројекат није остварен. У септембру 2005, студио Марвел је најавио филм о Црном Пантеру као један од десет филмова базираним на Марвеловим ликовима, које ће дистрибуирати Парамаунт пикчерс. Марк Бејли је унајмљен да напише сценарио у јануару 2011. године. Црни пантер је званично најављен у октобру 2014, а Боузман се први пут појавио у овој улози у филму Капетан Америка: Грађански рат (2016). Кол и Куглер су се до тада већ придружили пројекту, а додатни кастинг у мају је учинио овај филм првим Марвеловим остварењем са већинском црначком поставом. Филм је сниман од јануара до априла 2017. у Атланти и Бусану, Јужна Кореја.
Филм је премијерно приказан 29. јануара 2018. у Лос Анђелесу, док је у америчким биоскопима реализован 14. фебруара исте године. Критичари су похвалили режију, сценарио, глуму, костиме, продукцију и музику, док су поједини специјални ефекти критиковани. Многи критичари га сматрају једним од најбољих филмова смештених у Марвелов филмски универзум, а Национални одбор за рецензију филмова и Амерички филмски институт су га сврстали међу десет најбољих филмова из 2018. године. Зарадио је преко 1,3 милијарди долара широм света и оборио је многе рекорде у заради, укључујући онај за најуспешнији филм црног режисера. Други је најуспешнији филм из 2018. године, а у време изласка је био девети најуспешнији филм свих времена, као и трећи најуспешнији филм у САД и Канади. 
Филм је освојио многе награде, а био је номинован за седам Оскара, укључујући онај за најбољи филм, док је освојио оне за најбољу костимографију, најбољу оригиналну музику и најбољу сценографију. Црни Пантер је први суперхеројски филм који је био номинован за Оскара за најбољи филм, као и први филм из Марвеловог филмског универзума који је освојио Оскара. Такође је номинован за три Златна глобуса, освојио је две Награде Удружења филмских глумаца, као и три Награде по избору критичара од укупно дванаест номинација, између осталих. Наставак, Црни Пантер: Ваканда заувек, премијерно је приказан 2022. године.

## Радња
Хиљадама година у прошлости, пет афричких племена водило је борбе око метала који је на Земљу стигао метеоритом. Један од ратника користи срцолику биљку која му након контакта са придошлим вибранијумом даје надљудску снагу и агилност, чинећи га првим Црним пантером. Он уједињује четири од пет племена у државу Ваканду. Током векова, народ Ваканде користи вибранијум како би развио напредну технологију уједно се свету представљајући као земља трећег света.
Године 1992, краљ Ваканде, Т'Чака посећује свог брата Н'Џобуа, који тајно борави у Оукланду, Калифорнија. Т'Чака оптужује брата да продаје вибранијум Улису Клоу, кријумчару који од вибранијума прави оружје. Н'Џобуов партнер се испоставља као Зури, становник Ваканде, који потврђује краљеве тврдње.
У садашњости, након смрти свог оца, Т'Чала се враћа кући како би се припремио за преузимање круне. Он и Окоје, заповедница елитне женске јединице Дора Милаж, са тајног задатка извлаче Т'Чалину бившу девојку, Накију, како би присуствовала церемонији крунисања заједно са старом краљицом Рамондом и принцезом Шури. На церемонији, лидер неуједињеног племена Џабари, М'Баку, изазива Т'Чалу на борбу за одбрану трона. Након што врач Зури извуче из Т'Чале моћ срцолике биљке, он успе да порази М'Бакуа те му поштеди живот и тиме себи обезбеди трон и моћ Црног Пантера.
Кло и његов партнер Ерик Стивенс краду артефакте Ваканде из лондонског музеја, што примора Т'Чалу, Окоје и Накију да отпутују за Бусан, Јужна Кореја, где Кло планира да прода артефакте агенту ЦИА-е, Еверету К. Росу. Борба се распламса и Т'Чала успе да зароби Клоа пре него побегне. У притвору, Кло говори Росу да слика Ваканде у свету није одраз реалности већ скривање технолошки напредне цивилизације. Стивенс напада базу ЦИА-е и ослобађа Клоа успут озбиљно ранивши Роса. Т'Чала одлучи да уместо потере за бегунцима спасе Росу живот у Ваканди.
Док Шури лечи Роса, Т'Чала се суочава са Зуријем који му открива да је Н'Џобуов план био да технологију Ваканде подели са свим народима који имају афрички корен и помогне им да потчине њихове раније освајаче. Након што је Т'Чака ухапсио Н'Џобуа, Н'Џобу је напао Зурија што је приморало Т'Чаку да убије брата. Т'Чака је наредио Зурију да слаже о Н'Џобуовом нестанку. Као доказ нестанка, Т'Чака у Сједињеним Државама оставља братанца. Дечак одраста као Ерик Стивенс и постаје агент за "црне операције" познат под надимком Килмонгер. Килмонгер убије Клоа и његово тело доноси у Ваканду. Он се састаје са старешинама Ваканде и открива себе као Н'Џадаку, Н'Џобуовог сина. Он тражи борбу за трон као право свог порекла. Током борбе, он убије Зулуа и баца Т'Чалу са водопада у сигурну смрт. Килмонгер наређује паљење станишта срцолике биљке, али Накија успе да спасе једну пре него све остале изгоре. Килмонгер, подржан од стране В'Кабија, Окојиног партнера, и његове војске, спрема се да оружје Ваканде дистрибуише широм света.
Накија, Шури, Рос и Рамонда беже до Џабари племена и од њих траже помоћ. Они тамо налазе Т'Чалу који је у коми након пада. М'Бакуово племе спасло је живот бившег краља као дуг за М'Бакуов живот који је Т'Чала раније поштедео. Излечен биљком, Т'Чала одлази на двобој са Килмонгером у свом оделу Црног Пантера Шурине израде. В'Каби и његова војска се сукоби са Окоје, Шури и Дора Милаж јединицом, док Рос покуша да дроновима сруши што више летелица пре него напусте Ваканду. М'Баку и Џабари стижу да помогну Т'Чали у борби. Надјачан, В'Каби и његова војска се предају. У борби у рудницима вибранијума, Т'Чала ослаби одбрану Килмонгеровог одела и убоде га сечивом смртно га ранећи. Килмонгер одбија да му се залечи рана, желећи да умре као слободан човек уместо да буде затвореник.
Т'Чала отвара Ваканду свету, кроз центре за помоћ људима почев од места на ком је његов стриц изгубио живот. У завршним сценама: Т'Чала говори о Ваканди у седишту Организације Уједињених нација; Шури помаже Бакију Барнсу да се опорави.

## Улоге
| Глумац          | Улога                               |
| --------------- | ----------------------------------- |
| Чедвик Боузман  | Т'чала / Црни пантер                |
| Мајкл Б. Џордан | Н'џадака / Ерик „Килмонгер” Стивенс |
| Лупита Нјонго   | Накија                              |
| Данај Гурира    | Окоје                               |
| Мартин Фриман   | Еверит Рос                          |
| Данијел Калуја  | В'каби                              |
| Летиша Рајт     | Шури                                |
| Винстон Дјук    | М'баку                              |
| Анџела Басет    | Рамонда                             |
| Форест Витакер  | Зури                                |
| Енди Серкис     | Јулисиз Кло                         |